# Шипанде, Алберту
Шипанде, Алберту Жоаким (порт. Alberto Joaquim Chipande; род. 10 октября 1939) — мозамбикский политик, военный деятель, ветеран ФРЕЛИМО, первый министр национальной обороны независимого Мозамбика.

## Биография

### Начало борьбы за независимость
25 сентября 1964 года Шипанде возглавил атаку на португальский пост в Чаи (провинция Кабу-Делгаду), что традиционно считается началом вооружённой борьбы за независимость Мозамбика.

### Министр национальной обороны
После обретения независимости в 1975 году был назначен первым министром национальной обороны. Занимал этот пост до 1994 года, когда его сменил Агуар Мазула.

### Политическая деятельность в XXI веке
В 2005 году назначен в Государственный совет — консультативный орган при президенте; присягу принял 23 декабря 2005 года.  
На съезде ФРЕЛИМО в ноябре 2006 года вновь избран в Центральный комитет партии и получил наибольшее число голосов (1138 из 1326 делегатов).

### Региональное влияние
Шипанде остаётся влиятельной фигурой в провинции Кабу-Делгаду, где его считают одним из «влиятельных военных ветеранов севера».